# Яник, Матеуш
Матеш Яник (пол. Mateusz Janik; род. 20 ноября 1995, Валбжих) — польский биатлонист, призёр чемпионата мира по летнему биатлону. Член мужской сборной Польши по биатлону.

## Биография
На этапах Кубка мира впервые выступил в сезоне 2013/2014. Дебют состоялся 14 марта 2014 года в Контиолахти. В спринтерской гонке Яник занял 84-е место. В следующем сезоне биатлонист закрепился в своей сборной. 26 августа 2016 года на чемпионате мира по летнему биатлону в эстоном Отепя Яник вместе со своими партнерами выиграл бронзу в смешанной эстафете. Эта медаль стала первым крупным достижением для поляка на международном уровне.